# Bajram Jashanica
Bajram Jashanica (* 25. September 1990 in Vranidoll) ist ein kosovarischer Fußballspieler der zurzeit beim kosovarischen Superligisten KF Ballkani unter Vertrag steht.

## Karriere

### Verein
Jashanica kam im August 2013 zur Mannschaft des albanischen Superligisten KF Skënderbeu. Im September desselben Jahres wurde er an KS Besa Kavaja verliehen. Nach dem Ende der Leihe kehrte er zu Skënderbeu zurück und bestritt sein Debüt am 17. August 2014 in einem albanischen Fußballpokalspiel. Seinen Vertrag beim KF Skënderbeu verlängerte er bis 2018. Jashanica erzielte sein erstes Tor am 22. Oktober 2015 gegen Sporting Lissabon in der Europa League Gruppenphase. Im August 2020 wechselte Jashanica ablösefrei zum KF Ballkani und unterschrieb einen Dreijahresvertrag.

### Nationalmannschaft
Am 21. Mai 2014 bestritt Jashanica sein Debüt für den Kosovo in einem inoffiziellen Freundschaftsspiel gegen die Türkei.

## Dopingsperre
Am 12. Juni 2018 bestätigte die UEFA, dass Jashanica bei einem Dopingtest positiv getestet wurde. Er wurde daraufhin bis zum 23. Februar 2020 für alle Pflicht- und Testspielen gesperrt. Sein erstes Spiel nach der Sperre bestritt er am 29. Februar 2020 gegen den albanischen Klub Vllaznia Shkodër.